# Giro dell'Emilia 1950
Il Giro dell'Emilia 1950, trentaquattresima edizione della corsa, si svolse il 10 settembre 1950 su un percorso di 240 km. La vittoria fu appannaggio dell'italiano Luciano Maggini, che completò il percorso in 7h05'00", precedendo i connazionali Enzo Nannini e Danilo Barozzi.

## Ordine d'arrivo (Top 10)
| Pos. | Corridore         | Squadra         | Tempo    |
| ---- | ----------------- | --------------- | -------- |
| 1    | Luciano Maggini   | Taurea-Pirelli  | 7h05'00" |
| 2    | Enzo Nannini      | Arbos           | s.t.     |
| 3    | Danilo Barozzi    | Cimatti         | s.t.     |
| 4    | Giancarlo Astrua  | Taurea-Pirelli  | s.t.     |
| 5    | Livio Isotti      | Arbos           | s.t.     |
| 6    | Luciano Cremonese | Bottecchia      | a 9'36"  |
| 7    | Renzo Soldani     | Legnano-Pirelli | a 10'10" |
| 8    | Armando Barducci  | Fréjus-Superga  | s.t.     |
| 9    | Giuseppe Minardi  | Legnano-Pirelli | s.t.     |
| 10   | Pasquale Fornara  | Legnano-Pirelli | s.t.     |